# Robert Hugues
Pour les articles homonymes, voir Hugues.
Robert Hugues, né le 28 septembre 1931 à Nice, est un dessinateur français de bandes dessinées. Il signe ses albums, successivement, sous les pseudonymes de Trébor (Robert à l’envers), W.G. Colber et  Mancini.

## Biographie
Il est né à Nice, le 28 septembre 1931. Après avoir suivi la formation de l’école nationale des arts décoratifs de Nice en section architecture, il commence une carrière d’architecte. Passionné par la bande dessinée, il passe la plupart de ses loisirs à dessiner.
Désirant mener en parallèle une carrière de dessinateur, en 1948, il se rend aux éditions Publivog de Nice afin d’avoir des conseils sur la façon de présenter un dossier.  Il peut alors observer des planches réalisées par des auteurs professionnels, tels Bob Leguay ou les frères Robert et Raoul Giordan.
Il publie ses premiers travaux aux éditions de Draguignan. « Je trouvais ces premières planches peu abouties comparativement à celles que j’avais vues aux éditions Publivog, du coup je n’osais pas les livrer directement. C’est un ami qui s’en chargeait. »
L’essor de sa carrière de dessinateur est lié à celle de Bob Leguay. En effet, à la suite d'une rencontre où il lui présente ses travaux, il devient son élève et son ami. Dans les années 60, grâce à Bob Leguay, qui lui confie le personnage de Tim l’Audace pour les éditions Artima, sa carrière de dessinateur professionnel débute. Il dessinera 41 histoires de ce personnage.
Pour le mensuel Olympic, sur des scénarios de Bastide, il dessine 12 histoires du héros Pilar Santos à la suite de Robert Giordan.
Au début des années 80, toujours en parallèle de son métier d’architecte, sa carrière de dessinateur prend un tournant quand il s’oriente vers la bande dessinée érotique. « C'est un concours de circonstances ! C'est Leguay,  qui est à la base de ce changement. Un de ses amis avait lu dans la presse locale qu'une maison d'édition cherchait des dessinateurs sur Cannes, pour un mensuel. Bob Leguay n'ayant pas de permis voiture, je l'ai accompagné. Ils l'ont tout de suite engagé et dans la conversation sachant que j'étais aussi dessinateur ils m'ont proposé de travailler pour eux, j'ai accepté sans grande conviction car j'étais encore chez Aredit. »
N’ayant pas une grande expérience du dessin de nus, il suit des cours du soir de nus pour s’améliorer. Pendant une quinzaine d’années, sous les pseudonymes de « Trébor », « Colber » et  « Mancini », il va dessiner, en tant que dessinateur salarié,  pour les magazines : Sex Bulles, Bédé X et Bédéadult’ des éditions Sedem, devenues CAP puis IPM. 
Certaines histoires publiées dans ces magazines sont inédites en albums. Ses séries les plus connues, reprises en albums, sont : Cléo, Les confidences de Nado, Lydia : soubrette de luxe, Célia, L’institution Marie-Madeleine et Ninon. Ces séries furent traduites en de nombreuses langues : l’espagnol, le néerlandais, l’allemand, l’italien et l’américain.  
Une fois à la retraite, Robert Hugues, pour son plaisir, continue à dessiner. En 2005, paraît un port folio de 12 dessins inédits intitulé « Blanche neige à contre jour » aux éditions Garrandes.
Fin 2009, à la suite d'une rencontre avec Robert Hugues à son domicile, Jean-Frédéric Minéry se fait présenter des planches d'albums inédits. Il décide d'en publier déjà deux aux éditions ANGE : La Reine Margot scénarisé par Henri Filippini et Le Calvaire de Diane (préalablement intitulé La saga Shelton) scénarisé par Michel Gaudo. Les planches géantes, réalisées au crayon avec un léger encrage des contours, nécessitent restauration et nettoyage par ses soins, via le logiciel Photoshop. Les deux premiers nouveaux albums, imprimés en quadrichromie pour préserver la qualité du trait, paraissent en juin 2010.

### Bob Leguay: le maître et l’ami
Robert Hugues rencontre Bob Leguay grâce à un ami commun. À la suite de cette première rencontre, très vite les 2 hommes sympathisent. Après avoir montré ses planches à Leguay, tous les jours, après son travail, de 20 h à tard le soir, Robert Hugues s’installe dans l’atelier de Leguay.
Lorsque Leguay décide de se tourner vers le dessin Western, il cherche un successeur pour dessiner le personnage de Tim l’Audace. Robert Hugues et Bild, le dessinateur notamment du personnage Fulgor, illustrent chacun une histoire et finalement c’est Robert qui est choisi.
Robert Hugues et Bob Leguay restent en contact jusqu’à la mort prématurée de Bob en juin 1994. 

### Influences et style de dessin
Au tout début, comme beaucoup de dessinateurs de cette époque, il est influencé par le dessin très dynamique de l'Américain Burne Hogarth. Il garde aussi toujours en mémoire les planches de Bob Leguay et Raoul Giordan vues aux éditions Publivog. Petit à petit, épaulé par Leguay, il se forge son propre style. Concernant le dessin érotique, il admire le style de Georges Lévis et celui de Milo Manara.

### Architecte, son premier métier
Robert Hugues est rentré comme stagiaire dans un grand cabinet niçois d’architecture qui a compté jusqu’à 25 personnes. Il va y rester 30 ans comme chef de projets notamment de villas de luxe, immeubles et cliniques. 
Début des années 1980, à la suite d'un ralentissement économique, le cabinet ferme et Hugues se consacrera alors uniquement à la bande dessinée.

### Robert Hugues, collectionneur de bandes dessinées
Robert Hugues collectionne les bandes dessinées des années 1930 aux années 1960 notamment les illustrés : Aventures, Donald, Le Journal de Mickey, Robinson, Tarzan… ainsi que quelques séries récentes en albums cartonnés. Son atelier est envahi de livres de toutes sortes formant des échafaudages plus ou moins stables.